# 竹田出雲
竹田 出雲（たけだ いずも）とは、江戸時代の浄瑠璃作者。また三代に亘って竹本座の座本（興行責任者）にもなった。

## 初代

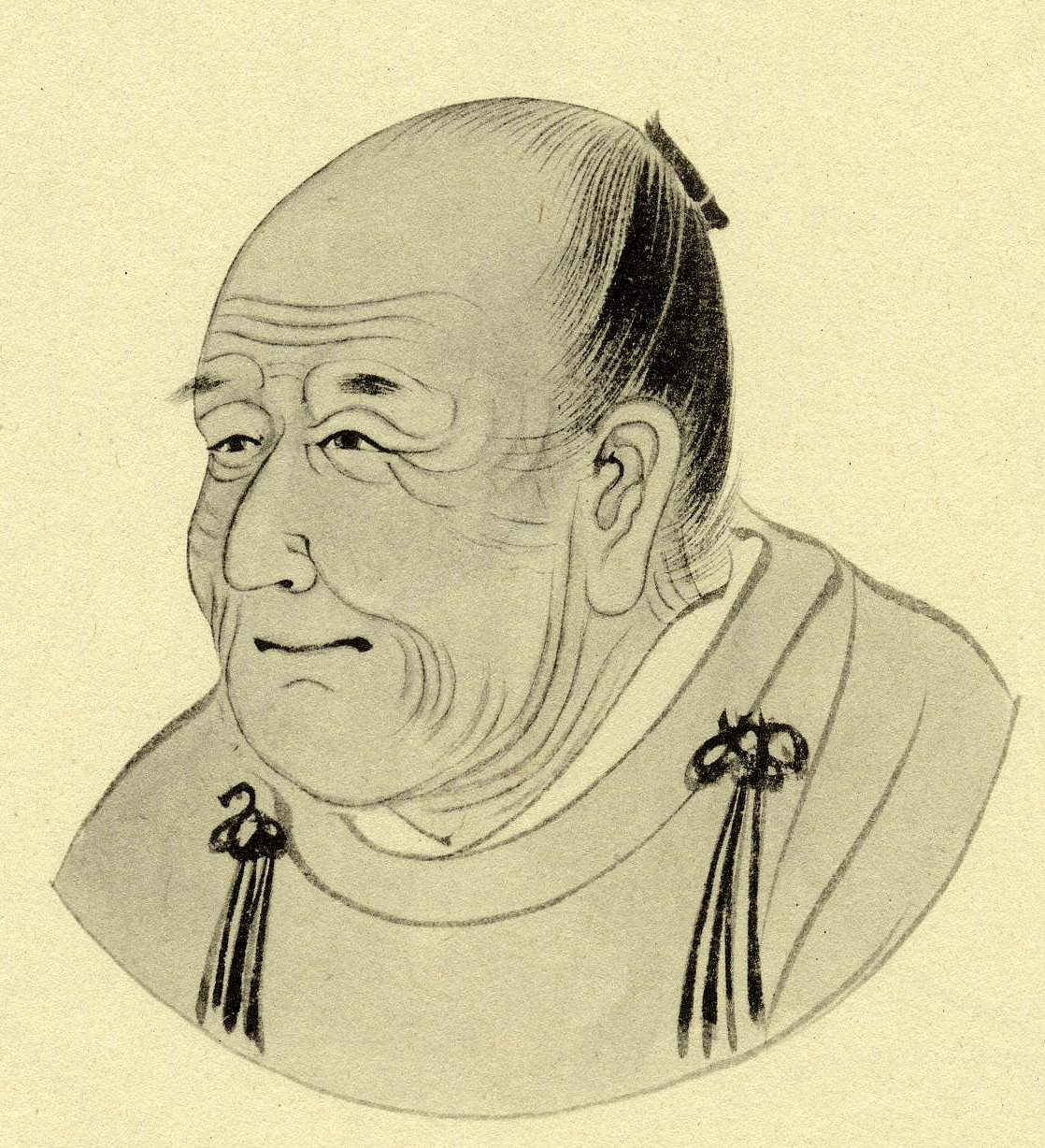
初代竹田出雲肖像。『国文学名家肖像集』より。

生年不詳 - 延享4年6月4日（1747年7月11日）
通称を「元祖出雲」と呼ばれる。俳号を千前軒奚疑と号した。
父は初代竹田近江、兄は二代目近江。宝永2年（1705年）に引退していた竹本義太夫を舞台復帰させ、義太夫から竹本座の座本を譲り受け座本に就任、顔見世興行では座付作者の近松門左衛門と組んで『用明天王職人鑑』を上演し、正徳5年（1715年）には「国性爺合戦」を17ヶ月間連続で上演する大成功を収める。後に自身も近松に師事して浄瑠璃の執筆を手がけるようになる。初の執筆は享保8年（1723年）初演の合作『大塔宮曦鎧』。翌年の享保9年には『諸葛孔明鼎軍談』をひとりで書き上演される。
当時の評判記には「名人 極上上吉 竹田出雲、ぷつぷつと智恵の吹出雲」の評価を受ける。寛保元年（1741年）には息子の三代目近江の付き添いで江戸に下り、二代目市川團十郎と親交を持った。
最終作は『菅原伝授手習鑑』。初代出雲が単独で執筆した作品は10編程度で、合作を含めると30編を超える。墓所は大阪生玉の青蓮寺。なお竹田出雲の名については、初代近江が竹田出雲を名乗っていたことがあり、またほかにも一族で竹田出雲を名乗っていた者がいたともいわれるが、現在では初代近江の次男にして竹本座の座本であったこの人物を初代竹田出雲としている。

## 二代目
元禄4年（1691年） - 宝暦6年11月4日（1756年11月25日）
通称を「親方出雲」と呼ばれる。初代の実子で名は清定。のちに浄瑠璃作者の名として竹田外記とも称した。延享4年、父出雲の死去により初代竹田小出雲から二代目出雲を襲名し竹本座の座本となる。ただし延享4年以前にすでに竹田出雲を名乗っていたともいわれる。この二代目のもとで『義経千本桜』や『仮名手本忠臣蔵』など、今に伝わる名作が上演されている。ところが『忠臣蔵』上演の際に楽屋内で騒動があり、その結果浄瑠璃を語る太夫の多くが竹本座のライバルである豊竹座に移るという事件が起こる。その後も合作で執筆は続けていたものの、作品の出来は冴えなかったという。二代目出雲が関わった作は28編にのぼる。享年66。

## 三代目
生没年不詳
二代目出雲の実子で名は清宜。当初小出雲を名乗っていくつかの合作に加わった後、出雲を襲名し竹本座の座本となる。その後和泉掾、因幡掾、伊豆掾、文吉などと名乗った。しかしこのころから歌舞伎の人気におされて次第に浄瑠璃の人気は振るわなくなり、安永2年（1773年）にはついに竹本座の権利を他人に譲り座本を降りた。

## 主な作品
三代に亘る竹田出雲には単独で執筆した作よりも、他者との合作によるものが多く、またその中には初代出雲と二代目出雲がともに加わって執筆している例もあるので、以下は初代から三代目までが関わった主な作品を、ほかに作に加わった者も含めまとめて取り上げる。
- 『大塔宮曦鎧』 - 享保8年初演。作者は初代出雲・松田和吉（文耕堂）。近松の添削を受ける。
- 『諸葛孔明鼎軍談』 - 享保9年（1724年）初演。初代出雲において初の単独作。その絵尽し（あらすじを紹介した絵本）には近松が序文を寄せている。
- 『大内裏大友真鳥』 - 享保10年（1725年）初演。初代出雲の単独作。
- 『出世握虎稚物語』 - 享保10年初演。初代出雲の単独作。
- 『三庄太夫五人嬢』 - 享保12年（1727年）初演。初代出雲の単独作。
- 『加賀国篠原合戦』 - 享保13年（1728年）初演。作者は初代出雲・長谷川千四。
- 『蘆屋道満大内鑑』 - 享保19年初演。初代出雲の単独作。
- 『男作五雁金』 - 寛保2年（1742年）初演。初代出雲の単独作。
- 『小栗判官車街道』 - 元文2年（1737年）初演。作者は千前軒（初代出雲）・文耕堂。
- 『太政入道兵庫岬』 - 元文2年初演。作者は竹田小出雲（二代目出雲）・竹田正蔵。二代目出雲が初めて浄瑠璃を執筆した作。
- 『ひらかな盛衰記』  -  元文4年（1739年）初演。作者は文耕堂・三好松洛・浅田可啓・竹田小出雲（二代目出雲）・千前軒（初代出雲）。
- 『丹州爺打栗』 -　寛保3年（1743年）初演。作者は竹田小出雲（二代目出雲）・三好松洛。
- 『夏祭難波鑑』 -  延享2年（1745年）初演。作者は初代出雲・並木千柳・三好松洛・竹田小出雲（二代目出雲）。
- 『菅原伝授手習鑑』 -  延享3年（1746年）初演。作者は初代出雲・並木千柳・三好松洛・竹田小出雲（二代目出雲）。
- 『義経千本桜』 - 延享4年（1747年）初演。作者は二代目出雲・三好松洛・並木千柳。
- 『傾城枕軍談』 - 延享4年初演。作者は並木千柳・三好松洛・二代目出雲。
- 『仮名手本忠臣蔵』 - 寛延元年（1748年）初演。作者は二代目出雲・三好松洛・並木千柳。
- 『双蝶々曲輪日記』 - 寛延元年初演。作者は二代目出雲・三好松洛・並木千柳。
- 『世話言漢楚軍談』 - 宝暦2年（1752年）初演。作者は竹田外記（二代目出雲）・三好松洛・近松半二・中邑閏助・吉田冠子。
- 『愛護稚名歌勝鬨』 - 宝暦3年（1753年）初演。作者は竹田外記（二代目出雲）・吉田冠子・中邑閏助・近松半二・三好松洛。
- 『崇徳院讃岐伝記』 - 宝暦6年（1756年）初演。作者は二代目出雲・吉田冠子・中邑閏助・近松半二・三好松洛。
- 『平惟茂凱陣紅葉』 - 宝暦6年（1756年）初演。作者は二代目出雲・吉田冠子・近松景鯉・中邑閏助・近松半二・三好松洛。
- 『敵討崇禅寺馬場』 - 宝暦8年（1758年）初演。作者は竹田小出雲（三代目出雲）・竹田滝彦・吉田冠子・竹土丸・近松半二・北窓後一・三好松洛。
- 『日高川入相花王』 -宝暦9年（1759年）初演。作者は竹田小出雲（三代目出雲）・近松半二・北窓後一・竹本三郎兵衛・二歩堂。
- 『太平記菊水之巻』 - 宝暦9年初演。作者は竹田小出雲（三代目出雲）・二歩堂・近松半二・北窓後一・竹本三郎兵衛・三好松洛。